# بوغسلاف ليندا
بوغسلاف ليندا (بالبولندية: Bogusław Linda)‏ (و. 1952 – م) هو ممثل، ومخرج من بولندا . ولد في تورون .

## روابط خارجية
- بوغسلاف ليندا على موقع IMDb (الإنجليزية)
- بوغسلاف ليندا على موقع ألو سيني (الفرنسية)
- بوغسلاف ليندا على موقع ميوزك برينز (الإنجليزية)
- بوغسلاف ليندا على موقع أول موفي (الإنجليزية)
- بوغسلاف ليندا على موقع قاعدة بيانات الأفلام السويدية (السويدية)
- بوغسلاف ليندا على موقع ديسكوغز (الإنجليزية)
- بوغسلاف ليندا على موقع قاعدة بيانات الفيلم (الإنجليزية)
- بوغسلاف ليندا على موقع كينوبويسك (الروسية)